# Brejolândia
Brejolândia är en kommun i Brasilien.   Den ligger i delstaten Bahia, i den östra delen av landet, 600 km nordost om huvudstaden Brasília. Antalet invånare är 11 127.
Omgivningarna runt Brejolândia är huvudsakligen savann. Runt Brejolândia är det mycket glesbefolkat, med 2 invånare per kvadratkilometer.